# Kentucky Derby 1915
Kentucky Derby 1915 var den fyrtioförsta upplagan av Kentucky Derby. Löpet reds den 8 maj 1915 över 1 1⁄4 miles (2 012 m). Löpet vanns av Regret som reds av Joe Notter och tränades av James G. Rowe Sr..
Förstapriset i löpet var 11 450 dollar. Sexton hästar deltog i löpet efter att Kilkenny Boy, Phosphor och Commonada strukits innan löpet. Regret blev det första stoet att segra i löpet, vilket gav stor publicitet för löpet. Churchill Downs ordförande Matt Winn sade efter Regrets seger att "Derbyt har blivit en amerikansk institution".

## Resultat
| P  | S  | Häst            | Jockey             | Tränare            | Ägare                            | Tid     |
| -- | -- | --------------- | ------------------ | ------------------ | -------------------------------- | ------- |
| 1  | 2  | Regret          | Joe Notter         | James G. Rowe Sr.  | Harry Payne Whitney              | 2:05.40 |
| 2  | 3  | Pebbles         | Charles Borel      | Richard C. Benson  | James Butler                     |         |
| 3  | 8  | Sharpshooter    | James Butwell      | William H. Karrick | Schulyer L. Parsons              |         |
| 4  | 10 | Royal II        | Andy Neylon        | Herman R. Brandt   | Jefferson Livingston             |         |
| 5  | 5  | Emerson Cochran | William Taylor     | Auval John Baker   | Col. Robert L. Baker             |         |
| 6  | 11 | Leo Ray         | Thomas McTaggart   | William J. Young   | James T. Looney                  |         |
| 7  | 13 | Double Eagle    | Claude Burlingame  | Stephen J. Lawler  | Quincy Stable (James F. Johnson) |         |
| 8  | 1  | Dortch          | Albert Mott        | Henry Louden       | William W. Darden                |         |
| 9  | 4  | For Fair        | William Warrington | George M. Miller   | George M. Miller                 |         |
| 10 | 7  | Ed Crump        | Roscoe Goose       | John F. Schorr     | John W. Schorr                   |         |
| 11 | 12 | Little String   | Earl Pool          | Elza Brown         | Michael B. Gruber                |         |
| 12 | 6  | Goldcrest Boy   | Joe Kederis        | John F. Schorr     | John W. Schorr                   |         |
| 13 | 16 | Uncle Bryn      | John McTaggart     | Robert W. Walden   | Mrs. Robert W. Walden            |         |
| 14 | 15 | Tetan           | James Smyth        | William Perkins    | Johnson & Crosthwaite            |         |
| 15 | 9  | Norse King      | William O'Brien    | Max Hirsch         | Frederick B. Lemaire             |         |
| 16 | 14 | Booker Bill     | Walter Andress     | William Perkins    | Mose C. Moore                    |         |

Segrande uppfödare: Harry Payne Whitney; (NJ)